# 地車囃子
地車囃子（だんじり［だんぢり］ばやし）とは、地車曳行の際に演奏される祭囃子のことであるが、何らかの事情で山車（地車）を保有していない大阪市北部を中心とした地域などで、地車とは独立した音楽として舞台や櫓（矢倉）、さらに船渡御の船等において「へたり」で演奏・奉納される祭囃子のことでもある。そもそも、大阪市内、およびその周辺で水道管を道路に埋め込んだゆえ、1902年に地車の曳行が道路保護のために禁じられたことが、「へたり」になった契機であると考えられている（長柄八幡宮 摂州地車（だんじり）囃子　長柄八幡宮 (fc2.com)）。「へたり」とは（舞台・櫓で）座り（＝へたり）込んで叩くという意で、曳行での演奏とは対をなす表現。また、曳行後、舞台・櫓において「へたり」での演奏・奉納がなされる場合も少なくはない。一般には「地車」と「地車囃子」という音楽とは分かちがたいものであるが、一方で、これも一般には大阪天満宮の天神祭等の代表的音楽として「地車囃子」は定着している。地車囃子の組曲としての完成度の高さこそが、曳行するだけで組曲にはなりえていない地車の音楽との、もっとも大きな違いなのである。こうして、祭礼のとき以外に、結婚式、葬式などはもちろん、オリンピックの誘致活動、なかにはプロのボウリング・トーナメントの開会式などで演奏されることもあり、さらにはゲリラ・ライブを敢行する保存会や講・連もある。
「だんじり囃子」、「だんぢり囃子」、「摂州だんぢり囃子」、「摂州地車囃子」、「天神囃子」、「長柄囃子」、「河内地車囃子」、「大阪地車囃子」等、保存会や講・連によって呼称が異なる。演奏には、親太鼓（大太鼓）、雄鉦・雌鉦（鐘）（二丁鉦）、子太鼓（小太鼓）（トコテン）を用いる。また、泉州地域の囃子には篠笛が加わり、南河内地域の囃子は「曳き唄」が挿入されている。さらに、江戸後期の坐摩神社における車楽（＝地車）曳行を描いた『摂津名所図会』（1798年のもの）によると、2階建ての地車の床上で囃子に三味線も用いていたのがわかる。だが、「へたり」で囃子が音楽として確立されていくと、笛や三味線は鉦の大音響に負けるため、用いなくなったと言い伝えられている。なお、三味線・「おおど（＝平太鼓）」・締太鼓で奏でられる寄席囃子には、『地車』という曲がある（笑福亭仁鶴の落語のレコードには、この出囃子が用いられたものもある）。
岸和田だんじり祭に代表される泉州地域のだんじり祭の地車囃子（この地域では鳴り物という）は、きざみと呼ばれる調子を除き、一拍と二拍の間が長く、二拍と三拍の間が短い、曳き手を急き立てるようなリズムに特徴がある。しかし、囃子方（鳴物）を担当する10代後半〜20代前半の若者のなかに、この独特のリズムがつかめない者が年々増加しており、「均等打ち」と呼ばれる問題が深刻化している。他にも、篠笛の音色の平面化、ホイッスルの多用（特に遣り廻しのスタートを告げる追い役の団扇の合図や口頭での指揮の代わりにホイッスルを用いる）なども問題視されており、後継者の数にはほとんど心配がない反面、若者に任せっぱなしにしてきたことに一因があると言われている。
また、遣り回し（やりまわし）をはじめ、練る・走る・止まる・曲がるといった地車の動きを統御する重要な役目を囃子が果たしている点は、泉州地域独自のものではない。遣り回しはともかく、地車の動きを表現する演奏は河内地域でも見受けられ、また地車のない摂津（大阪市内）でさえも存在する。それぞれが伝統を高度に継承しているといえよう。

## 歴史
16世紀末の、大坂城築城の際の「テーマソング」であったことを、地車囃子の起源とする説が有力である。大阪朝日放送の『歴史街道』でも語られていたので、ほぼ間違いはないと考えられている。しかし、これは近世初頭ゆえに「地車」とセットでの演奏である。
ところで、大阪市北区の榎神社（堀川戎神社）（堀川のえべっさん）境内の片隅に、地車吉兵衛という狸が祀られている（地車稲荷）。大昔、この吉兵衛さんという狸は、地車囃子を真似て近隣住民を驚かせたという。この伝承を、近代以前より地車囃子という音楽が庶民に浸透していた証拠であるという説もある。
天神祭では幕末〜昭和にかけて地車の曳行があまりなかったにもかかわらず、それでも地車囃子という音楽が大阪の祭のシンボルとして継承されていた。これは、大阪天満宮だけでなく、かつては宮入りしていたその周辺地域、さらに東西南北にあたる今福・蒲生、福島、平野、長柄等における、それぞれの地元での囃子奉納によって、親しまれていたからと考えられている。
踊りがメイン
地車囃子が「地車」から独立した音楽として一般に広く浸透したのは、戦後のことであると考えられている。これはマスメディアの発展と無関係とはいえまい。泉州等の曳行に対抗するためか、お囃子の独自性だけでなく、（囃子にかかわっていた複数の古老によると）「派手に踊ってみたところ、そこにも光があたった」、すなわち当初は新聞・雑誌、すぐのちにテレビなどのマスメディアが地車囃子の踊りを取り上げたのである。昭和31年（1956年）を題材とした大阪の小説『泥の河』（宮本輝）に、福島天満宮における「へたり」での地車囃子の演奏が描かれている。小栗康平監督の同作品の映画においても「へたり」での地車囃子の場面があり、踊りがメインの映像であった。メディアへの露出が高い大阪天満宮の天神祭においても、1990年代前半まで動かずに飾り物でしかなかった三つ屋根「地車」を舞台に組み込んだ「へたり」での奉納であり、現在もそうであるが、地車囃子のメインが踊りになっていた。このように、映像メディアが踊りを取り上げたことで、地車囃子という音楽が広く親しまれるようになったと考えられている。
いずれにせよ、高度経済成長の途上では地車を修理する予算がない場合もあり、それだけではないせよ、「へたり」のみで演奏をおこなう保存会や講・連が増えていった。たとえば、お初天神（露天神社）、服部天神宮、長柄八幡宮、南長柄八幡宮等がそれに該当しよう。そして、このような囃子と踊りの奉納を重視する「地車」の存在しない地区による地車囃子が公認される一つの契機となったのは、1970年の大阪万博の前夜祭における地車囃子奉納が、大阪毎日放送の電波に乗ったときのことであると考えられている。
派手なバチさばきがメイン
その後、地車囃子の演奏は、少しずつ広まっていった。1979年3月、大阪城での大阪府神社庁主催のイベントにおいて、岸和田だんじり祭の奉納とともに、長柄八幡宮の摂州だんぢり囃子が奉納された。大阪府神社庁が地車囃子を独立した音楽として認めた、その瞬間であった。それを機に、囃子演奏スタイルが変わった保存会、講・連（大阪市平野区の杭全神社で「へたり」での奉納をする平野地車囃子保存会が典型例）があらわれるなど、画期的な地車囃子の奉納であった。そして、1980年代後半、大阪市の青年団体協議会が主宰で、地車囃子の講習会が開かれた。このような大阪市の青年団の活動も、地車囃子の普及に一役買っていた。なお、派手なバチさばきをみせた祖は長柄八幡宮の「かんべさん／かずさん」という人物である。(摂州地車（だんじり）囃子　長柄八幡宮 (fc2.com)) まるでバトンをまわすようなバチの動きをみせたのである。1950年代には披露していたとされる。
ところが、上記の講習会に参加した者たちの多くが魅せられたのは親太鼓の派手なバチ(桴)さばきにであった。地車囃子という音楽において、もっとも即興性が許されるゆえに親太鼓の演奏は花形でもあった。また、1990年代前半ころ、ビデオカメラ（カムコーダ）が各家庭に普及し始め、そのカムコーダを用いて長柄八幡宮・南長柄八幡宮、そして「キタ」の華麗さを取り入れた平野地車囃子保存会による、派手な親太鼓の演奏を録画して真似る保存会、講・連が増えていった。一気に、派手な地車囃子の演奏が広まったのである。派手な演奏を新たにとり入れた保存会、講・連は「地車」を保持する地域が少なくなく、そのような摂取を「地車のない地域のものをとり入れるのは全体的な調和が崩される」などと嘆く古老もある。また、地車のない地車囃子のみの地域でも、「鉦・子太鼓、踊りがなおざり」などと嘆く古老もある。
結局、映像で伝える側も観る側も踊りを地車囃子のメインとしてとらえ、一方、演奏する側は親太鼓の派手なバチさばきを地車囃子のメインとしてとらえた。

## 音楽
各保存会、講・連によって、それぞれの曲の呼称は異なるであろうが、大阪市青協の地車囃子の講習会で1990年ごろに配られていた小冊子に基づいて、以下の用語を記すことを断っておく。「ヒガシ」や「キタ」の囃子は、呼称は違っても、この表記でわかる。
三部構成
西洋音楽のような分け方をするならば、ハナ・ナカ・ダメの三楽章で構成されている。ハナは、初っ端の「ハナ」である。ナカは、真ん中の「ナカ」である。そしてダメは、ダメを押すの「ダメ」である。しかし、三部構成の演奏となると、20分近い長時間となるので、圧倒的多数の演奏が二楽章に省略されている。
創元社『天神祭　なにわの響き』において大阪千代田短期大学の専任講師・朝野典子は、「意識」的な曲、「無意識」でも演奏できる曲というような区別をしているが、その意識的な曲が「うた」の部分である。「うた」の前の部分には、「一力(りき)」、「二力(りき)」という無意識でも演奏できうる曲がある。後の部分には、「しゃんぎり」というこれも無意識で演奏できる曲がある。これで一楽章が成立するのである。ところが、このような「ハナ」だけの演奏は地味であるために、「へたり」で演奏されることは少ない。
第一楽章と第二楽章は、「まがりと」や「新油（※油もある）」でつながれる。もちろん、第三楽章へのつなぎも同様である。なお、この「まがりと」をマスターすれば、地車囃子の打ち手（叩き手）として一人前扱いされる保存会、講・連が少なくない。なお、「まがりと」の部分を「つなぎ」と称す地域もある。
一力→二力
“チキチンチキチンチキチッコンコン”や“ジキジンジキジンジキジッコンコン”と聴こえてくるのが「一力」である。この部分を「道中」と称す地域も少なくない。出だしの親太鼓は皮の中ばかりを打ち（叩き）、途中から皮と木のフチを同時に打つ（叩く）。ときには太鼓の鋲の部分を打つ（叩く）こともある。
“コンコンコンチキチッコンコン、コンコンチキチキチッコンコン”“コンコンコンジキジッコンコン、コンコンジキジキジッコンコン”と聴こえてくるのが「二力」である。この部分を「みつ」と称す地域も少なくない。
うた
地車囃子には、一楽章ごとに、「うた」と呼ばれる曲が入る（二力としゃんぎりの間）。「かやく」「もんく」と言う保存会、講・連も多い。また、地域によって「うた」のそれぞれの呼称はかなり異なる。「ヒガシ」には、天満、いたち、桜、じきじん、みかさ、長柄かめのぼり、蒲生亀、今福の亀などがある。「キタ」には、天満（「ヒガシ」の天満と同じ）、東、はんがね回し（「ヒガシ」のいたちと同じ）、吉野、うら、北、新囃子、繰上げなどがある。どちらかというと、「キタ」は古くから伝わる曲、「ヒガシ」はそれにとどまらずに比較的新しく作られた曲も演奏していることが多い。
しゃんぎり
“チキチンチキチンチキチンチキチン〜”“ジキジンジキジンジキジンジキジン〜”と聴こえてくるのが「しゃんぎり」である。呼称の由来は不明ではあるが、全国各地に「しゃぎり」というお囃子がある。また、寄席や芝居において、待ち時間や休憩時間が終わる際に演奏されるものも「しゃぎり（＝二番太鼓）」である。古老のなかには、後者が訛って「しゃんぎり」になったという説を採用する人もいる。なお、泉州地域の地車曳行の際の演奏は、このしゃんぎり（そのような名称ではない）のみである。この部分を「ながれ」と称す地域も少なくない。
地
これは、地車囃子が「地車」という山車と一体化していた証拠となるもので、演奏のテンポを下げたり上げたりして、まるで地車を曳行しているかのような演奏がなされる。基本的に「一力」中心であるが、途中に「橋」という曲が挿入されることも多い。つまり、「地」とは、曳行を模した演奏のことである。
楽器
地車囃子は、親太鼓、雄鉦・雌鉦、子太鼓の4人一組で演奏される。親太鼓は、ビヤ樽型でケヤキの彫りぬき胴体をもつ。その親太鼓を叩くバチは、カシ、ヒノキが多い。鉦は、たらい型で、青銅器と同じく銅と錫の合金である。鉦を叩く撞木(しゅもく)は金槌型で、槌の部分は鹿の角を用いる。子太鼓は、親太鼓よりも2回り以上小さい。子太鼓を叩くバチは、親太鼓のものの少し小さいものであるが、竹を平たく削ったバチを用いる流派もある。鉦と同じリズムの子太鼓演奏をする流派が多いが、鉦のフチ打ちと同じ演奏をする流派もある。これらのなかで、もっとも自由な演奏（音楽表現）ができるのは親太鼓である。皮、木のフチ、そして鋲、さらにこれらを組み合わせると、さまざまな音となる。大太鼓を「親」と呼ぶのは、この4人一組の中心で、かつ指揮者の役割も果たさねばならないからである。

## 流派
天神祭において、現在と同じ境内で蒲生・今福地区の地車囃子が、本殿北側のあたりで長柄地区の地車囃子とが競演していた。それが、戦後しばらくしてから、天満市場主宰の地車囃子を蒲生・今福地区が、大阪中央卸売市場主宰の地車囃子を長柄地区とがそれぞれ受け持つこととなり、前者が大阪天満宮境内にて、後者が船渡御の鯛船（※1972年ごろ一度廃止）にて地車囃子を奉納するようになった。それでも、昭和40年代までは、境内において「ゲスト扱い」で長柄の地車囃子が奉納されることもあった。これらを指して、「天満流」「長柄流」という。両者には、踊り、バチさばき、テンポ、曲の変わり目の合図（サイン）等に差異がある。
一般に、「ヒガシ」の天満流が多数派で、「キタ」の長柄流が少数派とされている。それでも、この両派は共通点も少なくもない。ところが、「ニシ」の地域には、「ヒガシ」にも「キタ」にもない地車囃子を演奏する流派がある。そしてこの「ニシ」の流派は、天満宮の西側の地域だけでなく、そのやり方を北河内でも継承している保存会、講・連があり、中河内の一部にも伝わっていた。「しころ囃子」と呼ばれる曲で、「ヒガシ」「キタ」に比べて、意識的に打つ(叩く)必要のある部分が長い構成になっている。いずれの流派も伝統を守り、なかには新しさを加味したところもあり、優劣をつけることはできまい。
「ヒガシ」
いわゆる「天満流」のことである。大阪市内の地車囃子の圧倒的多数が、この「ヒガシ」の流儀を継承している。これは、1972年以降、鯛船の廃止で「長柄流」がマスコミに取り上げられる回数が激減したことと無関係ではなかろう。「ヒガシ」の特徴としては、最初からかなりのアップテンポで演奏される点が挙げられる。その力強く速い打ち方にしびれる地車囃子のファンも多い。最終楽章のしゃんぎりになると、相当な速度で打たれるが、最後の“チキチキチン、コン”はスローテンポとなる。そして、「うた」も新しいものを含んでいる。また踊りは、いつしかマスコミによって「龍踊り」の呼称が一般化した。指を龍の爪に模すなど、ここにも「天満流」の新しさがあるのだが、これを真似る地車囃子の保存会、講・連も圧倒的多数である。二対の踊り手が離れたり近づいたりするところを見せ場としている保存会、講・連もある。さらに、天満市場からの反発はあった（『大阪春秋』49号）ものの、女性が踊る点においても革新的といえよう。なお、「ヒガシ」のアップテンポな演奏こそが、曳行する地車の制約から解放された音楽の典型例とも考えられる。曳行のない祭囃子ゆえ、爆走モードの演奏もできるようになったのである。
「キタ」
いわゆる「長柄流」のことである。この古いスタイルで叩いている地区は一部のみに限定される。一力は、曳行時代の「走行速度」を念頭に置いているため、比較的ゆっくりとしたテンポで始まる。二力でも変わらないが、しゃんぎりでテンポはアップし、最終楽章のしゃんぎりではさらにテンポを上げ、最後の“ジキジキジッコン”はアップテンポのままである。踊りは、地車踊りという（※「狸踊り」「狐踊り」と呼ばれることもある）。「運をつく」というゲンかつぎが、踊りの形態の基本とされる。親太鼓の演奏では、バチを回転させるなどアクロバティックな動きをさせる人もいる。この派手な叩き方をとり入れている（「ヒガシ」流の）保存会、講・連は少なくない。また、子太鼓が竹製の細く平たいバチ（もしくはdrumスティックを変形させたバチ）で叩かれるのも、大きな特徴である。
「ニシ」
福島地区を祖型にすると考えられている。ゆえに「ニシ」。「ヒガシ」や「キタ」と大幅に異なるのは、「二力」と「ウタ」とのあいだに、“チキチキチン”が入るところである。これは、此花区の住吉神社の地車囃子ホームページで確認することができる。「ヒガシ」と「キタ」が同じ手打ちなのに対して、「ニシ」は掛け声たびに“チキチキチン”が入る。地域によってはそれだけでなく、「まがりと」もロングバージョンになっていたり、オリジナルの曲をも演奏したりしている場合がある。大きな地車を擁する北河内（皮肉なことに「ヒガシ」よりも東方）に、この流派の囃子を継承し、さらにそれをもとに独自の囃子をまじえて演奏しているところが多い。